# Tajność głosowania
Tajność głosowania – jedna z zasad prawa wyborczego, zaliczana do przymiotników wyborczych. Polega na tym, że głosowanie odbywa się w sposób anonimowy i żadna z osób trzecich nie ma prawa poznać głosu wyborcy.

## Tajność głosowania w Polsce
W wyborach powszechnych (z uczestnictwem obywateli) zasada ta odnosi się do sposobu, w jaki każdy obywatel wypełnia kartę do głosowania. W każdym lokalu wyborczym powinny znajdować się specjalne stanowiska do głosowania, osłonięte przed wzrokiem osób postronnych. Tak wypełnioną kartę głosujący wrzuca do urny osobiście, co wyklucza możliwość ingerencji w treść karty. Urna wedle polskiego prawa powinna być zalakowana z pieczęcią komisji, jeśli okręgowa komisja wyborcza stwierdzi naruszenie tajności wyborów, wtedy ma prawo unieważnić wybory w danym okręgu.
Gdy chodzi o wybory na wyższym szczeblu, zasada tajności często ma na celu umożliwienie głosującym niezależności, np. poprzez zamknięcie w pomieszczeniach, do których nie mają dostępu media, a naradzający się i głosujący dokonują wyboru nieskrępowanego czynnikami zewnętrznymi. Wynik takich wyborów jest jawny.

## Uregulowania prawne w Polsce
- art. 96 ust. 2, art. 97 ust. 2 i art. 127 ust. 1 Konstytucji RP – ustanawiają tajność głosowania w wyborach do Sejmu, Senatu oraz w wyborach Prezydenta RP;
- ustawa o samorządzie gminnym, ustawa o samorządzie powiatowym, ustawa o samorządzie województwa – wprowadzają zasadę tajności w głosowaniach w sprawie wyboru i odwołania przewodniczącego i wiceprzewodniczącego organów stanowiących, a także w sprawie wyboru i odwołania przewodniczącego oraz pozostałych członków organu wykonawczego (zarządu);
- art. 247 ust. 2 i art. 420 ust. 2 Kodeksu spółek handlowych – nakazują zachować tajność głosowań przy wyborze oraz nad wnioskami o odwołanie członków organów spółki lub likwidatorów, o pociągnięcie ich do odpowiedzialności, jak również w sprawach osobowych.